# 牛カツ
牛カツ（ぎゅうカツ）は、スライスした牛肉にパン粉の衣をつけて食用油で揚げた日本の洋食である。ビーフカツ、ビフカツ、ビーフカツレツなどとも呼ばれる。

## 概要

### 歴史
明治時代初頭、コートレットという、衣を付けた仔牛肉を油を入れたフライパンで焼き揚げる西洋料理が紹介された。後にこれが多量の油で「揚げる」調理法に変化し、現在の姿となった。
大正時代以降、東京圏における主たるカツレツの素材は仔牛肉から豚肉へと切り替わったが  、これは洋食が大衆化する過程においてより安価で入手しやすい食材が求められたことや、日本人、特に豚肉文化圏である関東人の好みに合った事が理由とされている。
しかしながら、牛肉文化圏である神戸や大阪、京都などの近畿地方では豚肉ではなく牛肉のカツが主流となり、東京発祥のとんかつが全国的に普及した現在も内食や外食において日常的に食べられている。（近畿地方#食文化を参照）
全国的にはマイナーな料理となっていた牛肉のカツレツであったが、2015年に東京でブームとなり、首都圏から全国へと急速に認知度が上昇してきている。
この「牛カツ」は1972年に西新橋に開業した「びふかつ みその」（2011年閉店）が考案し、1996年開店の「新ばし 牛かつ おか田」が定型化した「厚切り」「レア」「和風」のスタイルである。

### 牛カツの各種
- かつめし - 兵庫県加古川市の名物。白飯の上にビフカツを載せ、ソースをかけた皿盛り料理。
- 串かつ - 大阪を中心とする近畿圏の串かつ屋において、基本となる肉は豚ではなく、牛の赤身やすじ肉である。

牛カツにおいてもステーキと同様レア・ミディアム・ウェルダンなど揚げ方による区別をすることがある。また、豚など他の食肉同様に部位によって「ヒレカツ」「ロースカツ」といった表現も用いられる。

### 「牛カツ」のチェーン店

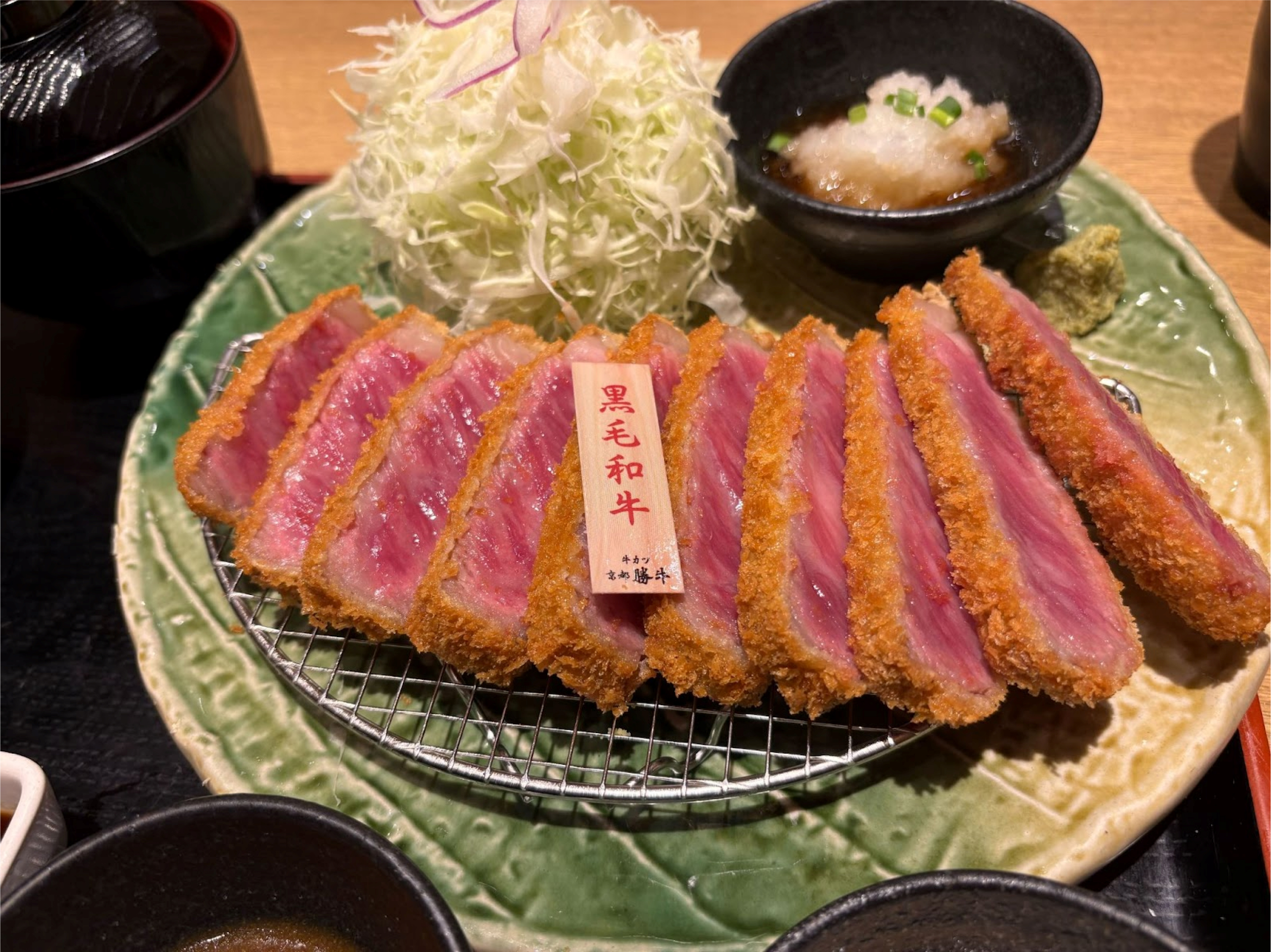
WAGYU GYUKATSU by Gyukatsu Kyoto Katsugyu

- 牛カツ京都勝牛 - 2014年創業の牛カツ専門店。全国展開しており、海外にも多数の支店を持つ牛カツチェーンの最大手。サムギョプサル専門店として知られる株式会社ゴリップの経営で京都市を本拠とするが、兵庫を中心とした関西洋食店で親しまれるいわゆる「ビフカツ」と異なり、近年広まった和定食スタイルの「牛カツ」を提供する。ロースやタン、ヒレなどの部位が選べ、多様な薬味やタレが用意されているのが特徴。和牛や海外産の一枚肉を使用しており、ミディアムレアのまま食べるスタイルを導入している。
- 牛かつもと村 - 2015年東京発祥の牛かつ専門店。京都勝牛に次ぐ牛かつチェーン。牛かつの種類は基本的に1種類とシンプル。牛肉は、店内やホームページに「牛脂を加えております」と記載されている通りインジェクション加工肉（牛肉の赤身に牛脂や食品添加物などを注射した）を使用している。焼き台が一人一台用意され、焼いて食べるスタイルを導入している。外国人観光客の人気が高い。
- 牛かつあおな - こちらも2014年東京発の牛かつ専門店。展開は都内5店舗のみ。京都勝牛と同様一枚肉を使用しており、部位は赤身が多く産地やグレードが異なる数種類がある。牛カツはベリーレアの状態で薄切りで提供し、そのまま焼かずに食べるスタイルを導入している。彩り豊かなサラダが特徴。